# リキニウス
フラウィウス・ガレリウス・ウァレリウス・リキニアヌス・リキニウス （Flavius Galerius Valerius Licinianus Licinius, 263年頃 – 325年）は、ローマ皇帝（在位：308年 - 324年）。

## 生涯
リキニウスは上モエシア州でダキア人の農家に生まれた。297年には、親友であったガレリウス帝のペルシア遠征に付き従っている。フラウィウス・ウァレリウス・セウェルス帝の死後、308年11月11日、ガレリウス帝はリキニウスを正帝の座につけた。これによってリキニウスは、イリュリクム、トラキア、パンノニアの属州を支配することになった。
311年5月にガレリウス帝が亡くなると、リキニウスは東側の帝国をマクシミヌス・ダイアと分割することになり、その境界をヘレスポントス海峡およびボスポラス海峡とした。
313年3月、リキニウスはメディオラヌム（現在のミラノ）においてコンスタンティヌス1世の異母妹フラウィア・ユリア・コンスタンティアと結婚し、コンスタンティヌス帝と連名でミラノ勅令を発して、ローマ帝国内でキリスト教を公認し没収していたキリスト教会の財産を還付した。
その翌月の4月30日、マクシミヌス・ダイアの攻撃を受けたリキニウスはツィラッルムの戦いにてマクシミヌスに決定的な打撃を与えた。そして、リキニウスは東側の支配者としての地位を確立し、義兄弟にあたるコンスタンティヌス帝は西の支配者となった。
314年、リキニウスとコンスタンティヌス帝とが衝突し、コンスタンティヌス帝がパンノニア属州のキバラエの戦いを制した（314年10月8日）。その2年後、リキニウスがアウレリウス・ウァレリウス・ウァレンスを共同皇帝に指名した後、トラキア属州のマルディアの戦いにおいてリキニウスとコンスタンティウスは再び戦ったが、この戦いの後に両者は和解した。 
しかし、324年、リキニウスとコンスタンティヌスは再び戦いを再開し、リキニウス軍はコンスタンティヌス軍にハドリアノポリスの戦いに敗れ、ビュザンティオンの城壁の内に封じ込められた。リキニウスはヘレスポントスの海戦においてクリスプス（コンスタンティヌス帝の長男で副帝）に敗れて艦隊を失い、ビテュニア属州に逃れるしかなく、その後のカルケドン近郊におけるクリュソポリスの戦い（9月18日）が最後の戦いとなった。彼は捕らえられてテッサロニキに幽閉されたが、そこで蛮族に対して軍を起こそうとした際に、以前の共同皇帝セクストゥス・マルティニアヌスと共にコンスタンティヌス帝によって処刑された。
息子リキニアヌスも翌326年に殺害され、リキニウスの血筋は断絶した。